# Stanko Vujica
Stanko Vujica (Busovača, 27. studenoga 1909. – London, Kanada, 5. rujna 1976.), bio je hrvatski filozof.

## Životopis
Stanko Vujica rodio se je u Busovači 1909. godine. Školovao se je u rodnoj Busovači te u Visokom, Sarajevu, Zagrebu, Beču i Innsbrucku. Doktorirao je filozofiju u Zagrebu.
Za vrijeme NDH bio je djelatnikom u Ministarstvu vanjskih poslova, i ataše za novinstvo i kulturne veze generalnoga konzulata u Münchenu, sve do sloma NDH. Nakon Drugoga svjetskog rata emigrirao je u SAD. Od 1947. godine profesorom je filozofije i dekanom na Wilkes Collegeu u Wilkes Barreu u Pennsylvaniji. Bavio se filozofijom politike i religije.
Surađivao u listovima hrvatske političke emigracije kao što su Hrvatski glas, Hrvatska revija, Danica i inima. Na prvom Saboru Hrvatskoga narodnog vijeća 1974. godine izabran za sabornika, a 1975. godine za predsjednika Izvršnog odbora. Pisao je i na engleskome jeziku i surađivao u časopisima Eastern World (London, 1961.), Pakistani Philosophical Journal (Lahore, 1961.), Research Journal of Philosophy (Karachi, 1967.), East Europe (New York, 1968.) a u Journal of Croatian Studies objavio je raspravu The Humanist Marxism in Croatia - An agonizing Reappraisal of Marxist Dogma and Practice (IX-X, 1968./1969.).
Njegova supruga je hrvatska književnica Nada Kesterčanek Vujica. Vujica je predavao na fakultetu gdje je ona radila.
Umro je 5. rujna 1976. godine u Londonu, u Kanadi, na jednome zborovanju.

## Članci uHrvatskoj reviji
Dio članaka objavljenih u Hrvatskoj reviji između 1952. i 1976. godine:
- Egzistencijalizam, sv. 2., str. 135. – 140., 1952.
- José Ortega y Gasset (1883-1955), sv. 4., str. 586. – 587., 1955.
- Tajna Meštrovićeve umjetnosti, sv. 4., str. 382. – 387., 1962.
- Islam i Hrvati, sv. 2-3., str. 312. – 316., 1964.
- Hrvatski komunisti i slobodna Hrvatska, sv. 3., str. 275. – 272., 1965.
- Nerazumnost čovjeka - Iracionalizam u modernim teorijama čovjeka, sv. 1-2., str. 46. – 56., 1967.
- "Balkanski rat" u Kaliforniji, sv. 3., str. 384. – 386., 1968.
- Unitarizam/Jugoslavensko i partijsko pravovjerje, sv. 4., str. 455. – 458., 1970./1971.
- Lenjin o pravu naroda na odcjepljenje, Jubilarni Zbornik Hrvatske revije 1951-1975., str. 27.35., 1976.

## Djela
- Croatia's struggle for independence, Croation National Council in Exile, New York, 1965.
- Razmatranja o sadašnjosti Hrvata, vl. naklada, "Croatia" Cult. publishing center, Chicago, 1968.
- Razmatranja o oktobarskoj revoluciji. Prigodom njezine 50-godisnjice, Knjižnica Hrvatske revije, München, 1968.
- Kroz izbjegličku prizmu: političke polemike i pouke, Knjižnica Hrvatske revije, München, 1972.